# Тобар, Роберто
Роберто Андрес Тобар Варгас (род. 13 апреля 1978, Сантьяго) — чилийский футбольный судья. Арбитр ФИФА с 2011 года.
В 2012 году федерация футбола Чили временно отстранила Тобара на восемь месяцев в рамках коррупционного скандала, известного под названием «Клуб покера», в который Роберто оказался вовлечён вместе с тремя своими коллегами и главой национального судейского комитета Марио Санчеса Янтена.
В 2015 году работал главным судьёй в четырёх матчах чемпионата мира до 17 лет, проходивших в Чили. Также Варгас обслуживал матчи отборочного турнира к чемпионату мира в России.
На международном клубном уровне он провёл несколько встреч Кубка Либертадорес и Южноамериканского кубка.
Судил первый финальный матч Кубка Либертадорес 2018 между «Бока Хуниорс» и «Ривер Плейт» (2:2) и финал Копа Америка 2019, в котором встречались сборные Бразилии и Перу (3:1), где назначил два пенальти, оба раза воспользовавшись помощью системы VAR и удалил игрока хозяев турнира Габриэла Жезуса.
За пределами футбольного поля Тобар работает в суде.